# Peel (West-Australië)
De regio Peel is een van de negen regio's van West-Australië. Het is gelegen aan de westkust van West-Australië, 75 kilometer ten zuiden van Perth. Het bestaat uit de lokale bestuurlijke gebieden City of Mandurah, Shire of Boddington, Shire of Murray, Shire of Serpentine-Jarrahdale en Shire of Waroona.  

## Geschiedenis
De regio werd oorspronkelijk bevolkt door de Pindjarup-taalgroep van het Nyungahvolk. De taalgroep wordt als uitgestorven beschouwd.
De Europese kolonisatie van de regio volgde kort na de vestiging van de Swan River kolonie in 1829. Thomas Peel kwam in december 1829 met 400 kolonisten in drie schepen aan in de Swan River kolonie. Hij was volgens de contractuele voorwaarden een maand te laat om zijn recht te doen gelden op een voorzien grondgebied en kreeg in de plaats daarvan grond nabij Woodman Point, ten zuiden van de Swan River kolonie, toegewezen. De omstandigheden dreven hem verder zuidwaarts naar wat later Mandurah zou worden.
Andere kolonisten trokken naar de streek rond Pinjarra met zijn vruchtbare gronden en grasvlakten. Door de verstoring van het ecosysteem waarin en waarvan de Nyungah leefden stootten ze op weerstand van de Aborigines. Bij de Batlle of Pinjara op 28 oktober 1934 zouden 35 Aborigines zijn gedood. Het historische dorpje Jarrahdale ontstond in 1872 rond een houtzagerij midden in bossen met hoge Jarrahbomen. Het werd het centrum van de houtindustrie in de streek. De Rockingham-Jarrahdale spoorweg voor het transport van het hout voor export opende dat jaar.  Langs de Perth-Picton spoorweg die ook de houtindustrie bediende ontstonden dorpjes zoals Mundijong, Waroona, Dwellingup en Etmilyn.
Boddington werd in 1912 gesticht om in de noden te voorzien van de schapenboerderijen en landbouwbedrijven in de omtrek. In 1913 opende een grote steenbakkerij en ontstond Byford. Waroona groeide dankzij een melkfabriek van Nestlé in 1932 die ook de zuivelindustrie in de omstreken deed bloeien. Sinds de jaren 1970 is de groei in de regio te danken aan de verwerking van grondstoffen en vanaf de jaren 1980 aan de aantrekkingskracht van het leven langs de kust en in de kuststad Mandurah.

## Geografie
De Peel regio is 5.648 km² groot en kent een vrij diverse geografie. 137 km² bestaat uit waterwegen zoals de rivieren Peel en Harvey met hun estuaria. In de regio liggen stads-, landbouw- en veeteeltgebieden, 50 kilometer kustlijn en een beboste cuesta, de Darling Scarp.

## Economie
In 2012-2013 was de mijnindustrie en verwerking van mineralen goed voor een omzet van 3,2 miljard AUD. De kleinhandel volgde met een omzet van 1,2 miljard AUD. De bouw (149 miljoen $), het toerisme (174 miljoen $) en de landbouw (125 miljoen $) vervolledigden de top 5 van de economische sectoren. De houtindustrie (goed voor 144.000 ton hout) en visserij (vooral langoesten) waren elk nog goed voor een omzet van ongeveer 6 miljoen AUD.
In de regio liggen de grootste goudmijn van Australië en de grootste bauxietmijn ter wereld.

## Toerisme
Pinjarra is een van de oudste plaatsen in West-Australië. Het nationaal park Serpentine staat bekend om zijn prachtige landschappen, watervallen en weelderige bossen. In het nationaal park Yalgorup kan men thrombolieten en tal van trekvogels bezichtigen. De kust en de vele waterwegen zijn ideaal voor watersport en sportvisserij.
Gascoyne · Goldfields-Esperance · Great Southern · Kimberley · Mid West · Peel · Pilbara · Wheatbelt · South West
Banksiadale · Barragup · Birchmont · Blythewood · Boddington · Bouvard · Carcoola · Chadoora · Clifton · Coodanup · Coolup · Crossman · Dawesville · Dudley Park · Dwellingup · Erskine · Etmilyn · Fairbridge · Falcon · Furnissdale · Greenfields · Halls Head · Hamel · Herron · Holyoake · Inglehope · Kooljerrenup · Lake Clifton · Lakelands · Lower Hotham · Madora Bay · Mandurah · Marradong · Marrinup · Meadow Springs · Meelon · Mount Cooke · Mount Wells · Myara · Nambeelup · Nanga Brook · Nirimba · North Dandalup · North Yunderup · Oakley · Parklands · Pinjarra · Point Grey · Preston Beach · Quindanning · Ranford · Ravenswood · San Remo · Silver Sands · Solus · South Yunderup · Stake Hill · Teesdale · Wagerup · Wannanup · Waroona · West Coolup · West Pinjarra · Whittaker · Wuraming